# Visconde de Albergaria de Souto Redondo
Visconde de Albergaria de Souto Redondo é um título nobiliárquico criado por D. Carlos I de Portugal, por Decreto de 25 de Julho de 1890, em favor de Manuel Baptista Camossa Nunes de Saldanha.
Titulares
1. Manuel Baptista Camossa Nunes de Saldanha, 1.° Visconde de Albergaria de Souto Redondo.

Após a Implantação da República Portuguesa, e com o fim do sistema nobiliárquico, usou o título: 
1. António Augusto de Jesus Vaz Pinto Mendes, 2.° Visconde de Albergaria de Souto Redondo.